# Nasionale Unie
De Nasionale Unie (Engels: National Union, Nederlands: Nationale Unie) was een Zuid-Afrikaanse politieke partij (1960-1962).

## Geschiedenis
De Nasionale Unie (NU) ontstond in 1960 na de schorsing van de Zuidwest-Afrikaanse afgevaardigde Japie Basson als lid van de regerende Nasionale Party van premier Hendrik Frensch Verwoerd. Basson vond dat de regering met haar streven naar volledige apartheid was doorgeschoten. Basson behield echter zijn zetel in de Volksraad en vormde een eenmansfractie.
Op 30 april 1960 werd de NU opgericht door Basson en oud-rechter en oud-minister van Naturellen Zaken, Henry Fagan. Fagan werd gekozen tot voorzitter van de NU en Basson werd fractievoorzitter in de Volksraad. Bij de parlementsverkiezingen van 1961 6% van de stemmen en werd Basson herkozen (echter voor het kiesdistrict Bezuidenhout). Toen het voor de partijleiding duidelijk werd dat het voor de partij moeilijk zou worden zich staande te houden in het Zuid-Afrikaans parlement, ging de partij op 19 juni 1962 op in de Verenigde Party.

## Verwijzing
1. ↑  Winkler Prins Encyclopedisch Jaarboek 1961, door: red. Winkler Prins, blz. 378

## Ideologie
De Nasionale Unie was een liberaal conservatieve partij. De partij accepteerde een vorm van apartheid of segregatie, maar wees extreme vormen af. De partij wenste een einde aan het conflict tussen de Afrikaners en Engelstalige blanken.